# Portmore Loch
Portmore Loch är en sjö i Storbritannien.   Den ligger i riksdelen Skottland, i den centrala delen av landet, 500 km norr om huvudstaden London. Portmore Loch ligger 344 meter över havet.  Trakten runt Portmore Loch består i huvudsak av gräsmarker.